# 済源市
済源市（さいげん-し）は中華人民共和国河南省北部に位置する省直轄の県級市。済水の水源地である為、現在の市名となる。

## 地理
河南省の北西部に位置し、焦作市、洛陽市、山西省に接する。

## 歴史
隋代の開皇16年（596年）に済源県が設置される。中国古代の四大水系の1つの済水の水源地。唐代にその水の祭祀を司る済瀆廟が建てられ、河南省で現存する建物の中で最古の建築である。1988年6月に済源県を済源市とし焦作市に属した。1997年1月1日に河南省直轄市に改編され現在に至る。

## 行政区画
5街道、11鎮、50居委会、484村委会を管轄する。
- 街道：沁園街道、済水街道、北海街道、天壇街道、玉泉街道
- 鎮：克井鎮、五竜口鎮、軹城鎮、承留鎮、邵原鎮、坡頭鎮、梨林鎮、大峪鎮、思礼鎮、王屋鎮、下冶鎮

## 交通
鉄道
- 済源駅 - 焦柳線（焦作市 - 広西チワン族自治区 柳州市）
- 蓬東駅
- 沁河北駅
- 軹城駅
- 武村駅
- 留荘駅

バス
- 済源バスターミナル、済源西バスターミナル

道路
- 二広高速道路
- 長済高速道路
- 207国道

## 観光
- 済瀆廟
- 奉仙観
- 大明寺